# ماساتومو كوبو
ماساتومو كوبو (باليابانية: 久場 政朋) (21 نوفمبر 1984 في كاناغاوا في اليابان – )؛ هو لاعب كرة قدم ياباني سابق كان يلعب كلاعب وسط.

## وصلات خارجية
- ماساتومو كوبو على موقع الاتحاد الدولي (مؤرشف)  (الإنجليزية)
- ماساتومو كوبو على موقع رابطة كرة القدم اليابانية للمحترفين (اليابانية)
- ماساتومو كوبو على موقع قاعدة بيانات كرة القدم.إي يو (الإنجليزية)
- ماساتومو كوبو على موقع عالم كرة القدم.نت (الإنجليزية)